# Câlnic
Câlnic (en alemany: Kelling; en hongarès / turc: Kelnek) és un municipi del comtat d'Alba, Transsilvània, Romania, compost per dos pobles, Câlnic i Deal (Dál). El poble de Câlnic és conegut per la seva ciutadella, que figura a la llista de patrimoni de la humanitat de la UNESCO.

## El castell
La ciutadella de Câlnic, esmentada per primera vegada el 1269, està molt ben conservada. Construïda com a residència d'un noble, va ser comprada el 1430 per camperols locals i fortificada. Consisteix en un gran pati envoltat de muralles i alguns edificis adjacents a les muralles. Al mig del pati hi ha un gran donjon i una capella. El castell es diferencia de la majoria d'altres construccions d'aquest tipus pel fet de no situar-se en un cim, sinó en una depressió, molt més baixa que els turons circumdants. Aquesta posició, clarament inconvenient en cas de setge, s'explica per la primera funció del castell com a residència, no com a construcció defensiva.

## Galeria d'imatges

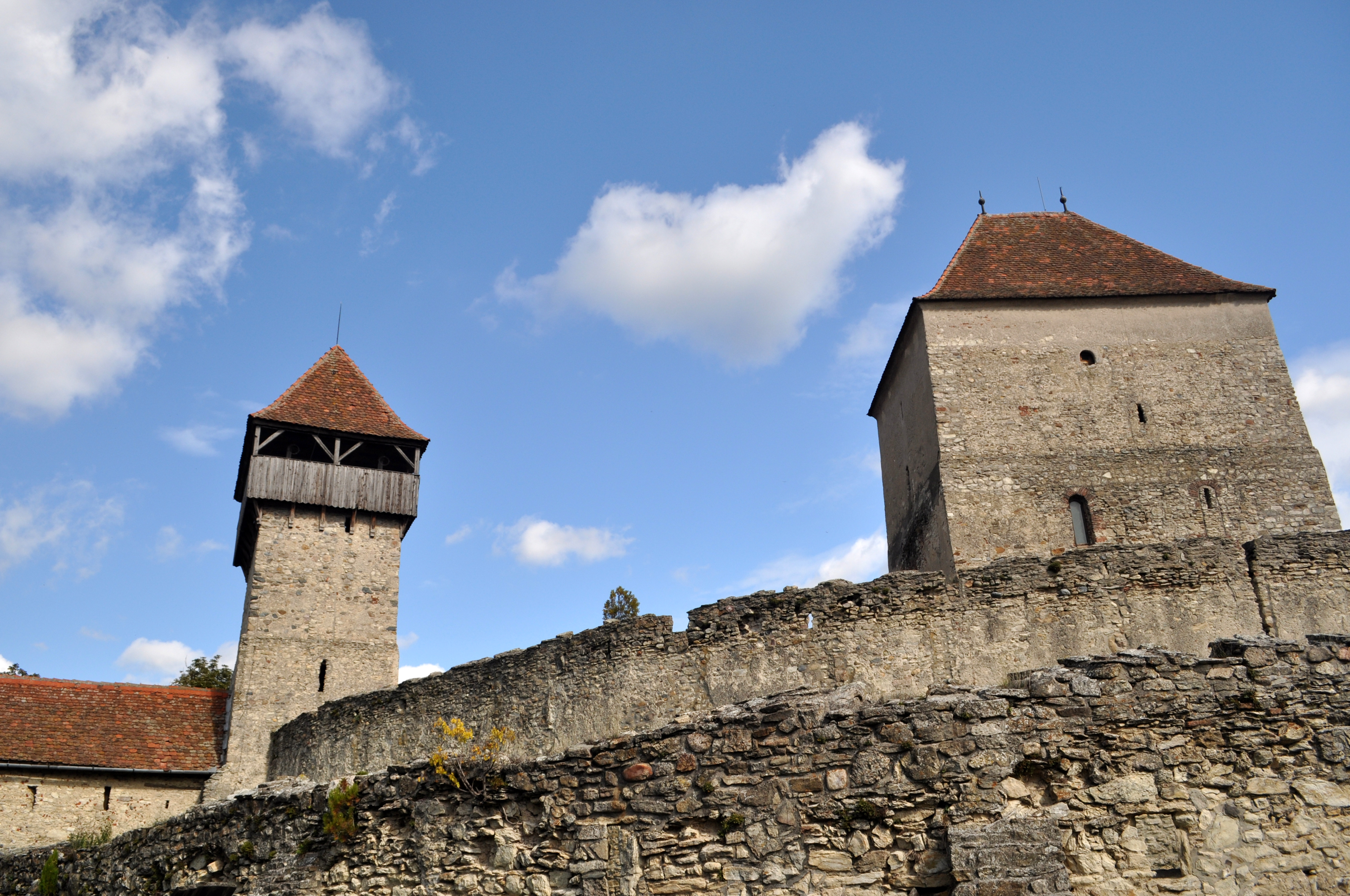
Vista exterior del castell
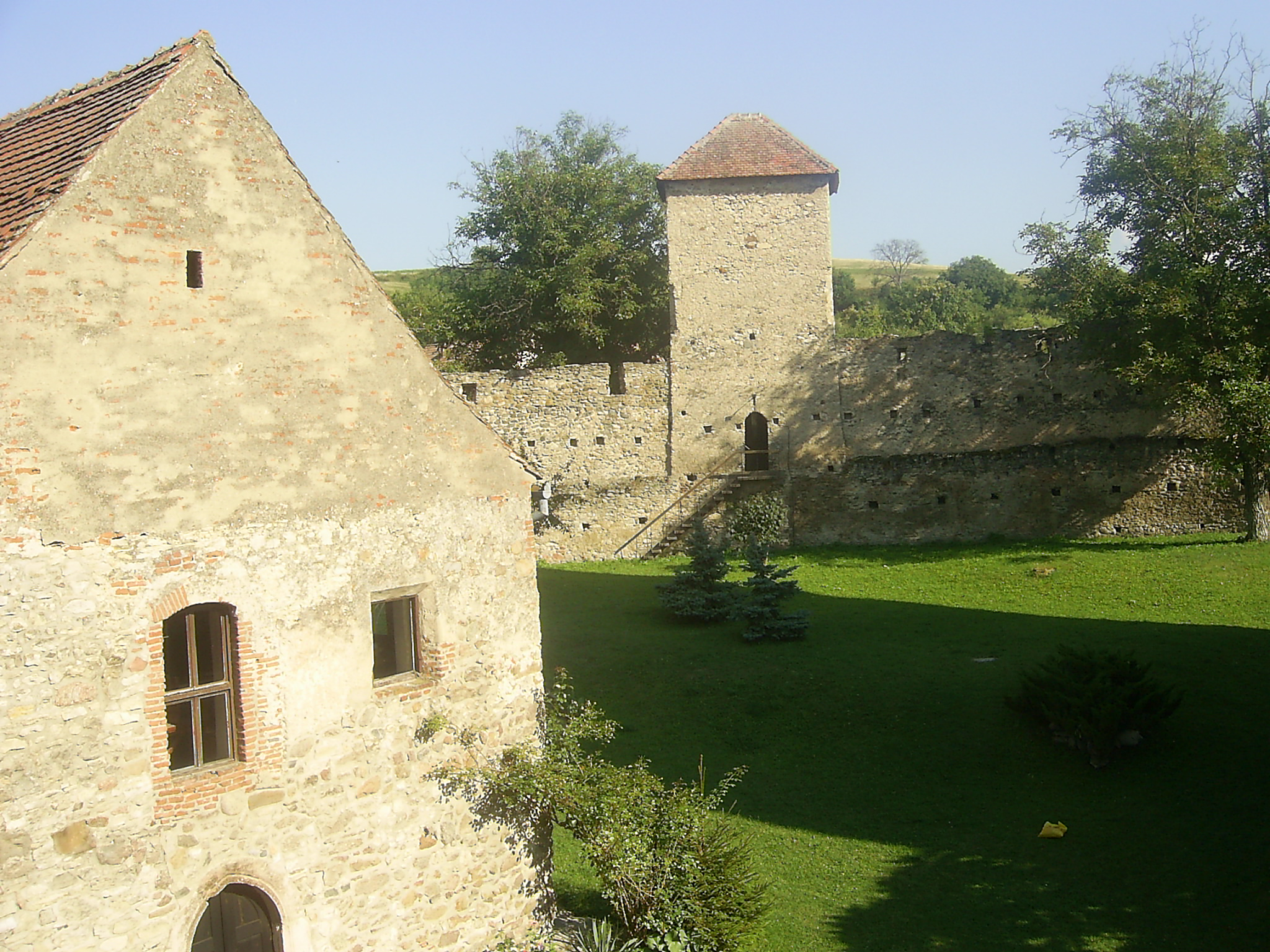
Cort principal del castell de Câlnic.
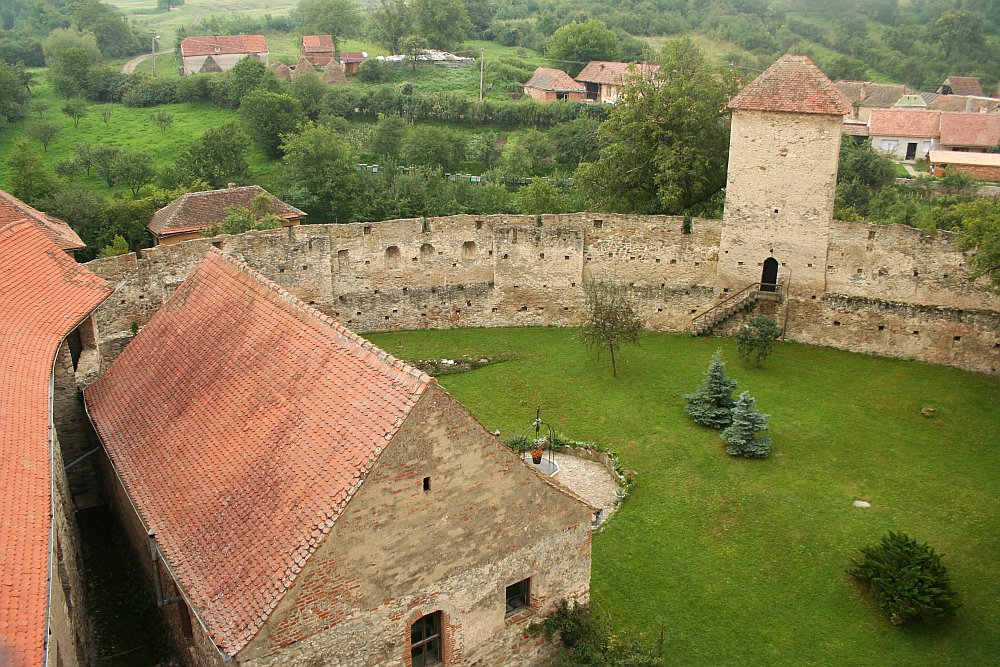
Pati principal